# زولا (إيران)
زولا هي قرية في مقاطعة سلماس، إيران. عدد سكان هذه القرية هو 225 في سنة 2006.